# Tournefortia maculata
Tournefortia maculata là loài thực vật có hoa trong họ Mồ hôi. Loài này được Jacq. miêu tả khoa học đầu tiên năm 1760.